# جيم كيارني
جيم كيارني (بالإنجليزية: Jim Kearney)‏ هو لاعب كرة قدم أمريكية أمريكي، ولد في 21 يناير 1943 في وارتون في الولايات المتحدة.

## وصلات خارجية
- جيم كيارني على موقع مرجع كرة القدم المحترفة.كوم (الإنجليزية)